# 前しか向かねえ
「前しか向かねえ」（まえしかむかねえ）は、日本の女性アイドルグループ・AKB48の楽曲。楽曲は秋元康作詞、古城康行作曲。2014年2月26日にAKB48のメジャー35作目のシングルとしてキングレコードから発売された。楽曲のセンターポジションを務めた大島優子のAKB48卒業前最後のシングル表題曲への参加となった。

## 背景とリリース
前作『鈴懸の木の道で「君の微笑みを夢に見る」と言ってしまったら僕たちの関係はどう変わってしまうのか、僕なりに何日か考えた上でのやや気恥ずかしい結論のようなもの』から約2か月ぶりで、2014年1枚目のシングル。「Type A」の「初回限定盤」、「Type A」の「通常盤」、「Type B」の「初回限定盤」、「Type B」の「通常盤」、「Type C」の「初回限定盤」、「Type C」の「通常盤」、「劇場盤」の7形態でのリリースである。
「前しか向かねえ」は、2014年1月24日にTOKYO DOME CITY HALLで行われたコンサート『AKB48 リクエストアワーセットリストベスト200 2014』で初披露された。この曲を歌う選抜メンバーは、前々作『ハート・エレキ』から2人が入れ替わった。小嶋真子が、選抜メンバー初参加。14期生の初選抜は、13期生よりも早く、15期生よりも遅い記録となった。須田亜香里が、2013年8月の32ndシングル『恋するフォーチュンクッキー』以来、約半年（3作）ぶりの選抜復帰となった。前々作の選抜メンバーのうち、入山杏奈と多田愛佳（HKT48）が選抜から外れている。
MVでは約17分の日活制作のドラマパートがあり、大島優子を中心に小嶋陽菜・指原莉乃・島崎遥香・高橋みなみ・松井珠理奈・横山由依・渡辺麻友が出演した。監督・脚本・編集は熊澤尚人が務めた。
カップリングは5曲で、AKB48メンバーとAKB48の姉妹グループメンバーと混合したユニット「Smiling Lions」「Beauty Giraffes」「Baby Elephants」「Talking Chimpanzees」が結成された。このうち「Smiling Lions」のメンバーである白間美瑠（NMB48）、「Baby Elephants」のメンバーである近藤里奈・太田夢莉（以上NMB48）、穴井千尋・本村碧唯（以上HKT48）、「Talking Chimpanzees」のメンバーである中西智代梨（HKT48）がAKB48グループメンバー全員参加の作品を除いて初の参加となった。また「Baby Elephants」のメンバーでもある東李苑（SKE48）、秋吉優花（HKT48）の二人はAKB48の楽曲初参加となった。
今作では、平田梨奈を除くAKB48のメンバー全員がいずれかの楽曲に参加している。
CDの封入特典として、劇場盤を除いた6種類すべてに「大島優子 感謝祭」（3月23日に幕張メッセ・5月5日にインテックス大阪でそれぞれ開催）の観覧応募抽選券が期間限定で封入されているほか、初回限定盤にはAKB48全国握手会イベント参加券1枚と、通常盤には生写真1種ランダム封入される。劇場盤に特典として「劇場盤発売記念大握手会参加券+各メンバー個別生写真1枚」「各メンバー個別生写真2枚」のうちいずれかが封入されている。
キャッチコピーは「思い出は捨てて行け!」である。
デビュー曲の「桜の花びらたち」以来、AKB48は定期的にタイトルも含め桜と縁のあるいわゆる「桜ソング」をシングル表題曲としてリリースしており、2008年以降毎年2月または3月に発売したシングルがそれに該当していた。2012年の「GIVE ME FIVE!」、2013年の「So long !」についても、タイトルにこそ含まれないものの歌詞に「桜」が含まれていたが、当楽曲についてはタイトル、歌詞のいずれも「桜」という言葉を含んでいない。

## アートワーク
| Type A | 大島優子、川栄李奈、島崎遥香、高橋みなみ、松井珠理奈、峯岸みなみ、横山由依、渡辺美優紀 |
| Type B | 柏木由紀、小嶋陽菜、小嶋真子、指原莉乃、須田亜香里、松井玲奈、山本彩、渡辺麻友         |
| Type C | 大島優子                                                                               |
| 劇場盤 | 『前しか向かねえ』選抜メンバー全16名                                                   |

CDジャケットに書かれている題字は書道家・武田双雲、アートディレクションはクリエイター・平野哲央、カメラは竹中圭樹が担当した。

## チャート成績
『前しか向かねえ』のシングルCDは、2014年3月10日付オリコン週間シングルチャートにおいて初登場で1位にランクインした。同チャートにおけるAKB48のシングルの1位獲得は『RIVER』から22作連続・通算22作目となった。初動売上は約109万1000枚となり、初動のみでミリオンセラーを達成した。同チャートにおけるAKB48のシングルのミリオンセラー達成は『桜の木になろう』から16作連続・通算17作目となり、連続・通算ミリオンセラー達成数でAKB48自身の持つ歴代最高記録を更新した。なお、本作の初動売上により、AKB48はシングルとアルバムを合わせた総売上枚数が3000万枚を突破した。これは女性グループでは初、ソロを含めた女性アーティスト全体では松任谷由実、浜崎あゆみ、宇多田ヒカル、安室奈美恵に続く史上5組目の達成である。

## メディアでの使用
「前しか向かねえ」は、ディップのアルバイト求人情報サイト「バイトル」・「AKB48 Team 8 全国一斉オーディション」のPR告知・GREE「AKB48 ステージファイター」の各CMソングとして使用されている。このうち、本楽曲を使用した「バイトル」のCMには卒業編（メンバーの大島優子・岡田奈々・小嶋陽菜・小嶋真子・高橋朱里・高橋みなみ・渡辺麻友が出演）が、「AKB48 ステージファイター」のCMには「結果わからない」篇（メンバーの伊豆田莉奈・大島優子・柏木由紀・倉持明日香・島崎遥香・高橋朱里・高橋みなみ・松井珠理奈が出演）が、それぞれある。
テレビでの楽曲披露は、2014年2月3日にフジテレビ系列（関西テレビ・フジテレビ共同制作）で放送された『SMAP×SMAP』でSMAPの5人とコラボで初披露。単独としては、2014年2月7日にテレビ朝日系列で生放送された『ミュージックステーション』で初披露した。

## シングル収録トラック

### Type A
「初回限定盤」と「通常盤」の2種類が存在するが、収録トラックは同一である。
| #         | タイトル                                | 作詞      | 作曲      | 編曲      | 時間  |
| --------- | --------------------------------------- | --------- | --------- | --------- | ----- |
| 1.        | 「前しか向かねえ」                      | 秋元康    | 古城康行  | 板垣祐介  | 4:20  |
| 2.        | 「昨日よりもっと好き」(Smiling Lions)   | 秋元康    | 若田部誠  | 若田部誠  | 4:09  |
| 3.        | 「君の嘘を知っていた」(Beauty Giraffes) | 秋元康    | 佐々木裕  | 佐々木裕  | 3:58  |
| 4.        | 「前しか向かねえ off vocal ver.」       |           |           |           | 4:19  |
| 5.        | 「昨日よりもっと好き off vocal ver.」   |           |           |           | 4:09  |
| 6.        | 「君の嘘を知っていた off vocal ver.」   |           |           |           | 3:56  |
| 合計時間: | 合計時間:                               | 合計時間: | 合計時間: | 合計時間: | 24:54 |

| #  | タイトル                        | 作詞 | 作曲・編曲 | 監督               |
| -- | ------------------------------- | ---- | ---------- | ------------------ |
| 1. | 「前しか向かねえ」              |      |            | 熊澤尚人           |
| 2. | 「前しか向かねえ -Dance ver.-」 |      |            |                    |
| 3. | 「昨日よりもっと好き」          |      |            | 斎藤渉             |
| 4. | 「君の嘘を知っていた」          |      |            | 丸山健志           |
| 5. | 「ナカマリちゃんねる」          |      |            | 青木章浩、奈須亮三 |

### Type B
「初回限定盤」と「通常盤」の2種類が存在するが、収録トラックは同一である。
| #         | タイトル                              | 作詞      | 作曲      | 編曲      | 時間  |
| --------- | ------------------------------------- | --------- | --------- | --------- | ----- |
| 1.        | 「前しか向かねえ」                    | 秋元康    | 古城康行  | 板垣祐介  | 4:20  |
| 2.        | 「昨日よりもっと好き」(Smiling Lions) | 秋元康    | 若田部誠  | 若田部誠  | 4:09  |
| 3.        | 「秘密のダイアリー」(Baby Elephants)  | 秋元康    | 佐々木裕  | 佐々木裕  | 4:39  |
| 4.        | 「前しか向かねえ off vocal ver.」     |           |           |           | 4:19  |
| 5.        | 「昨日よりもっと好き off vocal ver.」 |           |           |           | 4:09  |
| 6.        | 「秘密のダイアリー off vocal ver.」   |           |           |           | 4:38  |
| 合計時間: | 合計時間:                             | 合計時間: | 合計時間: | 合計時間: | 26:17 |

| #  | タイトル                        | 作詞 | 作曲・編曲 | 監督     |
| -- | ------------------------------- | ---- | ---------- | -------- |
| 1. | 「前しか向かねえ」              |      |            | 熊澤尚人 |
| 2. | 「前しか向かねえ -Dance ver.-」 |      |            |          |
| 3. | 「昨日よりもっと好き」          |      |            | 斎藤渉   |
| 4. | 「秘密のダイアリー」            |      |            | 土屋隆俊 |
| 5. | 「平田梨奈のロンドンレポート」  |      |            | 林大造   |

### Type C
「初回限定盤」と「通常盤」の2種類が存在するが、収録トラックは同一である。
| #         | タイトル                              | 作詞      | 作曲      | 編曲           | 時間  |
| --------- | ------------------------------------- | --------- | --------- | -------------- | ----- |
| 1.        | 「前しか向かねえ」                    | 秋元康    | 古城康行  | 板垣祐介       | 4:20  |
| 2.        | 「昨日よりもっと好き」(Smiling Lions) | 秋元康    | 若田部誠  | 若田部誠       | 4:09  |
| 3.        | 「KONJO」(Talking Chimpanzees)        | 秋元康    | 粟津彰    | 野中“まさ”雄一 | 4:09  |
| 4.        | 「前しか向かねえ off vocal ver.」     |           |           |                | 4:19  |
| 5.        | 「昨日よりもっと好き off vocal ver.」 |           |           |                | 4:09  |
| 6.        | 「KONJO off vocal ver.」              |           |           |                | 4:07  |
| 合計時間: | 合計時間:                             | 合計時間: | 合計時間: | 合計時間:      | 25:17 |

| #  | タイトル                        | 作詞 | 作曲・編曲 | 監督     |
| -- | ------------------------------- | ---- | ---------- | -------- |
| 1. | 「前しか向かねえ」              |      |            | 熊澤尚人 |
| 2. | 「前しか向かねえ -Dance ver.-」 |      |            |          |
| 3. | 「昨日よりもっと好き」          |      |            | 斎藤渉   |
| 4. | 「KONJO」                       |      |            | スミス   |
| 5. | 「てんとうむChu! in ハワイ」    |      |            | 近藤利明 |

### 劇場盤
| #         | タイトル                              | 作詞      | 作曲      | 編曲      | 時間  |
| --------- | ------------------------------------- | --------- | --------- | --------- | ----- |
| 1.        | 「前しか向かねえ」                    | 秋元康    | 古城康行  | 板垣祐介  | 4:20  |
| 2.        | 「昨日よりもっと好き」(Smiling Lions) | 秋元康    | 若田部誠  | 若田部誠  | 4:09  |
| 3.        | 「恋とか…」                           | 秋元康    | 若田部誠  | 若田部誠  | 4:39  |
| 4.        | 「前しか向かねえ off vocal ver.」     |           |           |           | 4:19  |
| 5.        | 「昨日よりもっと好き off vocal ver.」 |           |           |           | 4:09  |
| 6.        | 「恋とか… off vocal ver.」            |           |           |           | 4:37  |
| 合計時間: | 合計時間:                             | 合計時間: | 合計時間: | 合計時間: | 26:13 |

## 選抜メンバー
- 大島優子
- 柏木由紀
- 川栄李奈
- 小嶋陽菜
- 小嶋真子
- 指原莉乃 [注釈 5]
- 島崎遥香
- 須田亜香里 [注釈 6]
- 高橋みなみ
- 松井珠理奈 [注釈 7]
- 松井玲奈 [注釈 6]
- 峯岸みなみ
- 山本彩 [注釈 8]
- 横山由依
- 渡辺麻友
- 渡辺美優紀 [注釈 9]

## 収録アルバム
- ここがロドスだ、ここで跳べ!
- 0と1の間

## カバー

### JKT48によるカバー
AKB48の姉妹グループであるJKT48は、本楽曲を「Hanya Lihat ke Depan -Mae Shika Mukanee-」というタイトルでカバーし、グループの13作目のシングルとして、2016年6月1日にHits Recordsから発売された。
歌詞は全編にわたってインドネシア語に翻訳したもの。楽曲のリリースに先駆けて『JKT48 13thシングル選抜総選挙』が行われており、表題曲はこの総選挙で上位16位までに入ったメンバーにより歌唱されている。楽曲のセンターポジションはジェシカ・フェランダ。また、英語でカバーしたバージョンも収録されている。
CDは通常盤、Music Cardの2形態。カップリングでは他に、AKB48から「抱きしめちゃいけない」「走れ!ペンギン」、SKE48から「片想いFinally」、NMB48から「右へ曲がれ!」の計4曲のカバーが収録されている。

#### シングル収録トラック (JKT48)
| 全作詞: 秋元康。 |                                                                                            |        |              |                |
| #                | タイトル                                                                                   | 作詞   | 作曲         | 編曲           |
| 1.               | 「Hanya Lihat ke Depan -Mae Shika Mukanee-」                                               | 秋元康 | 古城康行     | 板垣祐介       |
| 2.               | 「Tidak Boleh Pelukan -Dakishimecha Ikenai-」(Undergirls)                                  | 秋元康 | 高木洋       | 増田武史       |
| 3.               | 「Cinta Tak Berbalas Finally -Kataomoi Finally-」                                          | 秋元康 | 井上ヨシマサ | 井上ヨシマサ   |
| 4.               | 「Beloklah ke Kanan -Migi He Magare-」                                                     | 秋元康 | 茂木康亘     | 生田真心       |
| 5.               | 「Larilah! Penguin -Hashire! Penguin-」                                                    | 秋元康 | 織田哲郎     | 野中“まさ”雄一 |
| 6.               | 「Always Looking Straight Ahead -Hanya Lihat ke Depan/Mae Shika Mukanee English Version-」 | 秋元康 | 古城康行     | 板垣祐介       |

| #  | タイトル                                                  | 作詞 | 作曲・編曲 |
| -- | --------------------------------------------------------- | ---- | ---------- |
| 1. | 「Hanya Lihat ke Depan -Mae Shika Mukanee- Music Video」  |      |            |
| 2. | 「Tidak Boleh Pelukan -Dakishimecha Ikenai- Music Video」 |      |            |

#### 選抜メンバー (JKT48)
かっこ内は『JKT48 13thシングル選抜総選挙』における順位。
- シンディ・ユフィア（4位）
- デナ・シティ・ロヒャティ（14位）
- デフィ・キナル・プトゥリ（10位）
- ドゥイ・プトゥリ・ボニタ（15位）
- ガイダ・ファリシャ（2位）
- ガブリエラ・マルガレット・ワラオー（13位）
- 仲川遥香（3位）
- ジェシカ・フェランダ（1位）
- メロディー・ヌランダニ・ラクサニ（5位）
- ミシェル・クリスト・クスナディ（12位）
- ナビラ・ラトナ・アユ・アザリア（8位）
- プリシリア・サリ・デウィ（7位）
- 近野莉菜（9位）
- シャニア・グラシア（11位）
- シャニア・ジュニアナタ（6位）
- タリア・イファンカ・エリザベス（16位）

### AKB48 Team TPによるカバー

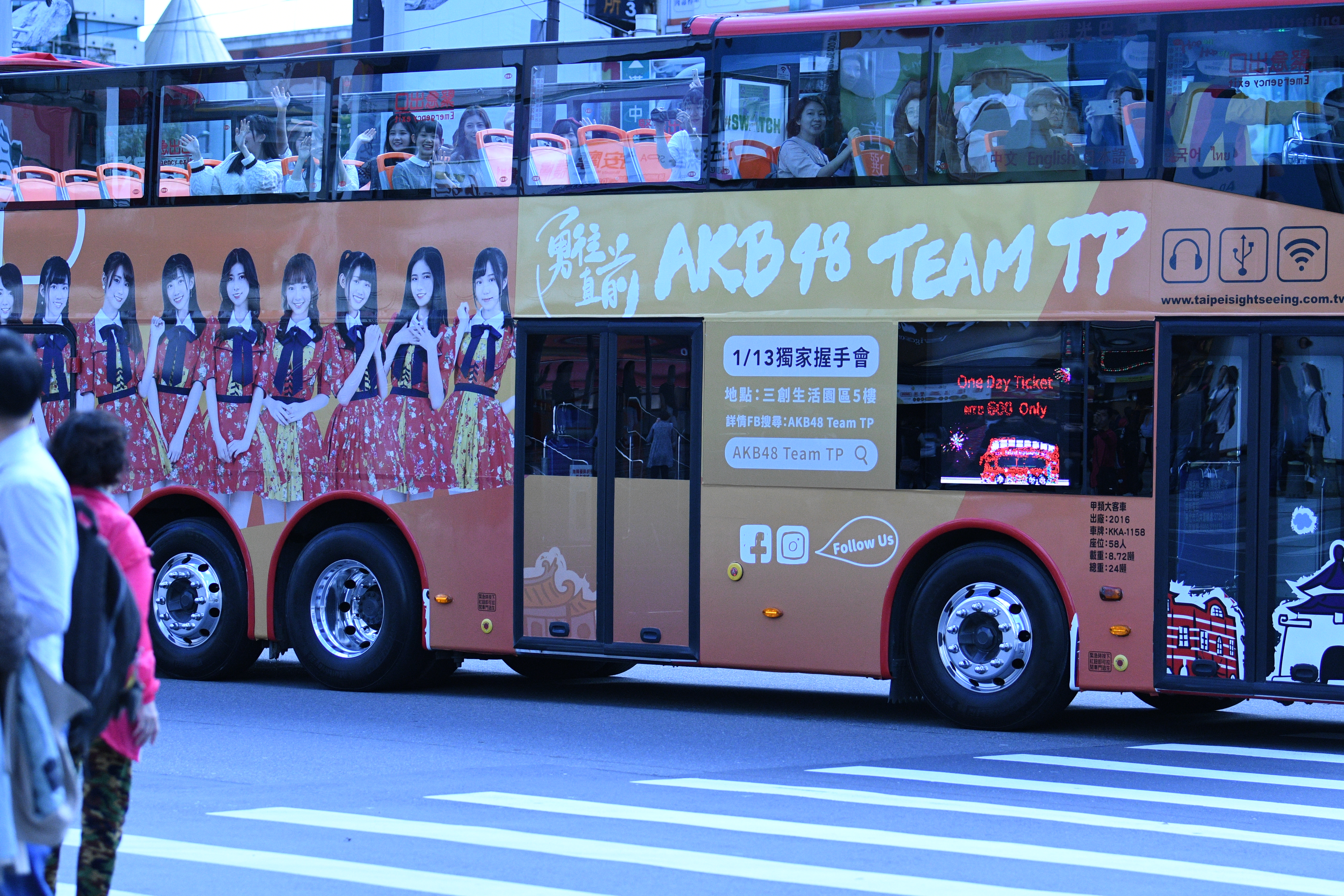
「勇往直前」発売記念のラッピング2階建バス（2019年1月4日撮影）

AKB48の姉妹グループであるAKB48 Team TPは、本楽曲を「勇往直前」のタイトルで中国語カバーし、グループのデビューシングルとして2018年12月25日に発売された。
選抜メンバーは12名で、正規メンバー9名、研究生3名が選出されている。楽曲のセンターポジションは劉語晴が務めた。ミュージック・ビデオは台湾の阿里山で、高熱で参加できなかった冼迪琦を除く11名で撮影された。
カップリングでは「桜の花びらたち」のカバーが収録されている。

#### シングル収録トラック (AKB48 Team TP)
Type AとType Bの2種類があるが、収録内容は同一。
| #  | タイトル         | 作詞                 | 作曲     | 編曲     |
| -- | ---------------- | -------------------- | -------- | -------- |
| 1. | 「勇往直前」     | 秋元康、天樂（訳詞） | 古城康行 | 板垣祐介 |
| 2. | 「櫻花瓣」       | 秋元康、天樂（訳詞） | 上杉洋史 | 樫原伸彦 |
| 3. | 「勇往直前 MMO」 |                      | 古城康行 | 板垣祐介 |
| 4. | 「櫻花瓣 MMO」   |                      | 上杉洋史 | 樫原伸彦 |

| #  | タイトル              | 作詞 | 作曲・編曲 | 監督        |
| -- | --------------------- | ---- | ---------- | ----------- |
| 1. | 「勇往直前 完整版MV」 |      |            | 黃原 Circle |

#### 選抜メンバー (AKB48 Team TP)
カップリング曲の歌唱メンバーも下記と同一である。
- 李孟純
- 林于馨
- 冼迪琦
- 邱品涵
- 阿部マリア
- 張羽翎
- 陳詩雅
- 曽詩羽
- 劉語晴
- 劉潔明
- 劉曉晴
- 潘姿怡